# Stary Młyn (powiat kwidzyński)
Stary Młyn – osada w Polsce położona w województwie pomorskim, w powiecie kwidzyńskim, w gminie Prabuty przy drodze wojewódzkiej nr 521, granicząca na wschodzie z Prabutami.
W latach 1975–1998 miejscowość administracyjnie należała do województwa elbląskiego.